# Rogaliński Hrabia
Rogaliński Hrabia – polski herb hrabiowski, odmiana herbu Łodzia, nadany w SRI.

## Opis herbu
Opis zgodnie z klasycznymi regułami blazonowania:
W polu czerwonym łódź złota. Nad tarczą korona hrabiowska, nad którą pięć hełmów z klejnotami: I - dwugłowy orzeł cesarski czarny; II - między rogami jelenimi naturalnymi pół niedźwiedzia wspiętego czarnego, w lewo, z różą czerwoną w łapie; III jastrząb czarny z podkową złotą, między ocelami której takiż krzyż; IV - na pięciu piórach strusich srebrnych łódź złota; V - ramię zbrojne zgięte w łokciu, w zbroi srebrnej, ze sztandarem srebrnym, na którym litera R złota. Labry na każdym hełmie czerwone podbite srebrem. Trzymacze: dwóch rycerzy w zbrojach srebrnych z otwartymi przyłbicami, z trzema piórami strusimi czerwonymi na hełmach, wspartych na szabli w zewnętrznych rękach, przepasanych na biodrach czerwonymi pasami.

## Najwcześniejsze wzmianki
Nadany z tytułem reichsgraf Kacprowi von Rogalińskiemu 1 kwietnia 1787. Podstawą nadania były zasługi dla domu cesarskiego, pełniony urząd wojewody inflanckiego, pochodzenie ze znanej rodziny, posiadającej dobra od 1485 i powiązanej z Opalińskimi i Leszczyńskimi.

## Herbowni
Jedna rodzina herbownych (herb własny):
- hrabia SRI, reichsgraf von Rogaliński.